# Nina Juraga
Nina Juraga (* 17. Dezember 1975 in Mönchengladbach) ist eine deutsche Schauspielerin.

## Leben
Bereits während ihrer Schulzeit sammelte Nina Juraga erste schauspielerische Erfahrungen im Kulturforum Alte Post in Neuss. Sie wirkte nach ihrer Schauspielausbildung an der Berliner Theaterwerkstatt Charlottenburg in vielen Film-, TV- und Theaterproduktionen mit. Sie wohnt in Mönchengladbach.

## Theater
- 2017 Jacobowsky und der Oberst, Komödie Winterhuder Fährhaus Hamburg, Gastspiele
- 2014 Der eiserne Gustav, Theater Komödie am Kurfürstendamm, Gastspiele
- 2014 Spätlese, Theater Komödie am Kurfürstendamm, Gastspiele
- 2014 Landeier – Bauern suchen Frauen, Theater am Kurfürstendamm, Gastspiele
- 2013 Die Perle Anna, Komödie im Bayerischen Hof
- 2013 Die Perle Anna, Theater im Rathaus, Essen
- 2013 Landeier – Bauern suchen Frauen, Komödie Düsseldorf
- 2012 Die Perle Anna, Theater am Kurfürstendamm, Gastspiele
- 2011 Boeing Boeing, Theater im Rathaus, Essen
- 2011 Die Perle Anna, Komödie Düsseldorf
- 2010 Boeing Boeing, Die Komödie, Frankfurt a. M.
- 2004 Eifersucht, Hamburg
- 2003 Cheri, Neue Schaubühne München
- 2002 Jessica kommt zurück, Komödie Kassel
- 2002 Wer den Löwen weckt, Komödie Kassel
- 2001 Victor oder die Kinder an die Macht, Café Theater Schalotte Berlin

## Film und Fernsehen
- 2001: Alphateam, Sat1
- 2001: Maifest, Kurzfilm
- 2001: Zwischen den Sternen, Kino
- 2002: Vollweib sucht Halbtagsmann, ARD
- 2002: In der Höhle der Löwin, ARD
- 2003: Abschnitt 40, RTL
- 2003: Grounded, arte
- 2003: Tatort: Fliege kehrt zurück, ARD
- 2004: SOKO Leipzig: Homejacking, ZDF
- 2004–2007: Die Rettungsflieger, ZDF
- 2005: Hausmeister Krause – Ordnung muss sein, Sat1
- 2005: 4 gegen Z, Kika
- 2005–2007: Verbotene Liebe, ARD
- 2007: Küstenwache, ZDF
- 2009: Ein Strauß voller Glück, ARD
- 2009: Notruf Hafenkante (ZDF-Fernsehserie, Folge Der blonde Engel)
- 2009–2010: Najbolje Godine, NovaTV (Serie, Kroatien)
- 2010 Soapland, KHM Köln
- 2010 Kein Sex ist auch keine Lösung, Kino
- 2011 Und weg bist du, Sat1
- 2012 Dahoam is Dahoam, BR
- 2016 SOKO Leipzig – Hallo Sexy!